# Jasen (obwód Widyń)
Jasen (bułg. Ясен) – wieś w Bułgarii, w obwodzie Widyń, w gminie Nowo seło. Według danych szacunkowych Ujednoliconego Systemu Ewidencji Ludności oraz Usług Administracyjnych dla Ludności, 15 grudnia 2018 roku miejscowość liczyła 236 mieszkańców.